# Tranqueville-Graux
Tranqueville-Graux är en kommun i departementet Vosges i regionen Grand Est (tidigare regionen Lorraine) i nordöstra Frankrike. Kommunen ligger i kantonen Coussey som tillhör arrondissementet Neufchâteau. År 2022 hade Tranqueville-Graux 89 invånare.

## Befolkningsutveckling
Antalet invånare i kommunen Tranqueville-Graux
| Referens: INSEE |